# Pristigenys niphonia
Pristigenys niphonia är en fiskart som först beskrevs av Cuvier 1829.  Pristigenys niphonia ingår i släktet Pristigenys och familjen Priacanthidae. Inga underarter finns listade i Catalogue of Life.